# Порту-Валтер

Порту-Валтер на карте.

Порту-Валтер (порт. Porto Walter) — муниципалитет в Бразилии, входит в штат Акри. Составная часть мезорегиона Вали-ду-Журуа. Входит в экономико-статистический микрорегион Крузейру-ду-Сул. Население составляет 9176 человек на 2010 год. Занимает площадь 6443,826 км². Плотность населения — 1,42 чел./км².
Покровительницей города считается Богоматерь.
Праздник города — 28 апреля.

## История
Город основан 25 июня 1910 года.

## Границы
Муниципалитет граничит:	
- на севере — муниципалитет Крузейру-ду-Сул
- на востоке — муниципалитет  Тарауака
- на юге — муниципалитет Марешал-Тауматургу
- на западе — Перу

## Демография
Согласно сведениям, собранным в ходе переписи 2010 г. Национальным институтом географии и статистики (IBGE), население муниципалитета составляет:
| Полное население                               | Полное население                               | Полное население                               | Полное население                               | 9176  |
| ---------------------------------------------- | ---------------------------------------------- | ---------------------------------------------- | ---------------------------------------------- | ----- |
| в том числе:                                   | Городское население                            | 3323                                           | Процент городского населения, %                | 36,21 |
|                                                | Сельское население                             | 5853                                           | Процент сельского населения, %                 | 63,79 |
|                                                | Мужское население                              | 4794                                           | Процент мужского населения, %                  | 52,24 |
|                                                | Женское население                              | 4382                                           | Процент женского населения, %                  | 47,76 |
| Плотность населения, чел/км²                   | Плотность населения, чел/км²                   | Плотность населения, чел/км²                   | Плотность населения, чел/км²                   | 1,42  |
| Население муниципалитета в % к населению штата | Население муниципалитета в % к населению штата | Население муниципалитета в % к населению штата | Население муниципалитета в % к населению штата | 1,25  |

По данным оценки 2015 года, население муниципалитета составляет 10 759 жителей.

## Важнейшие населенные пункты
| № | Населённый пункт | Населённый пункт (порт.) | Категория | Население чел. (2010) | На карте                       |
| - | ---------------- | ------------------------ | --------- | --------------------- | ------------------------------ |
| 1 | Порту-Валтер     | Porto Walter             | город     | 3323                  | 8°16′00″ ю. ш. 72°44′41″ з. д. |
| 2 | Умаита           | Humaitá                  | поселок   | 316                   | 8°15′46″ ю. ш. 72°44′08″ з. д. |

## Статистика
- Валовой внутренний продукт на 2005 год составляет 25 925 197 реалов (данные: Бразильский институт географии и статистики).
- Валовой внутренний продукт на душу населения на 2005 год составляет 5224,75 реала (данные: Бразильский институт географии и статистики).
- Индекс развития человеческого потенциала на 2000 год составляет 0,540 (данные: Программа развития ООН).